# Grădina torturii
Grădina torturii (titlu original: Torture Garden) este un film antologie britanic din 1967 regizat de Freddie Francis. Este produs de  Max Rosenberg și Milton Subotsky. Rolurile principale au fost interpretate de actorii Jack Palance, Burgess Meredith, Beverly Adams și Peter Cushing. Scenariul este scris și se bazează pe patru povestiri scurte de Robert Bloch: "Enoch", "The Man Who Collected Poe", "Terror Over Hollywood", "Mr Steinway"

## Prezentare
Cinci persoane vizitează un spectacol de bâlci condus de Dr. Diabolo (Burgess Meredith). După ce le arată câteva atracții ca dintr-o casă bântuită, acesta le promite o experiență cu adevărat înfricoșătoare, dacă vor plăti 5 lire în plus. Din curiozitate, cei cinci îl urmează în spatele unei perdele, unde fiecare își va vedea soarta prin foarfecele ținut în mână de o reprezentare a unei divinități feminine, Atropos (Clytie Jessop).
- În Enoch, un playboy lacom (Michael Bryant) profită de moartea unchiului său (pe care o provoacă) (Maurice Denham) și cade sub vraja unei pisici negre mâncătoare de capete de oameni.
- În Terror Over Hollywood, o starletă de la Hollywood (Beverly Adams) descoperă că vedetele care joacă alături de ea sunt de fapt androizi.
- În Mr. Steinway, un pian posedat de  Euterpe devine gelos pe noua iubită (Barbara Ewing) a proprietarului acestuia (John Standing) și se răzbună.
- În The Man Who Collected Poe, un colecționar de obiecte aparținând lui Poe (Jack Palance) ucide un alt colecționar (Peter Cushing), pentru a pune mâna pe o colecție pe care acesta refuză să i-o arate, doar pentru a afla că acesta îl deține pe Edgar Allan Poe însuși (Hedger Wallace).

Spre sfârșitul filmului, a cincea persoană (Michael Ripper) înnebunește și folosește foarfecele lui Atropos pentru a-l ucide pe Dr. Diabolo în fața celorlalți care intră în panică și fug. Apoi este dezvăluit că acesta este omul lui Diabolo și că totul a fost falsificat. Pe măsură ce se felicită reciproc pentru interpretarea lor actoricească, personajul lui Palance laudă, de asemenea, performanțele lor, dezvăluindu-se faptul că el nu a fugit ca și ceilalți. Acesta petrece un scurt timp cu Diabolo și îi aprinde o țigară, apoi pleacă. Diabolo pune foarfecele înapoi în mâna lui Atropos și rupe al patrulea perete privind țintă către publicul spectator, dezvăluindu-se de fapt că este însuși diavolul în timp ce filmul se termină.

## Distribuție
- Jack Palance ca Ronald Wyatt
- Burgess Meredith ca Dr. Diabolo
- Beverly Adams - Carla Hayes
- Peter Cushing ca Lancelot Canning
- Michael Bryant - Colin Williams
- Barbara Ewing ca Dorothy Endicott
- John Standing ca Leo
- John Phillips ca Storm
- Michael Ripper ca Gordon Roberts
- Bernard Kay ca Dr. Heim
- Maurice Denham ca Unchiul Roger
- Ursula Howells ca Miss Chambers
- David Bauer ca Charles
- Niall MacGinnis ca Doctor